# Гай Фуфий Гемин (консул 2 пр.н.е.)
Вижте пояснителната страница за други личности с името Гай Фуфий Гемин.
Гай Фуфий Гемин (на латински: Gaius Fufius Geminus) e политик и сенатор на ранната Римска империя.

## Биография
Произлиза от фамилията Фуфии. През 2 пр.н.е. Гай Фуфий Гемин e суфектконсул. Тази година консули са Октавиан Август за 13-ти път и Марк Плавций Силван.
Суфектконсули са Луций Каниний Гал, Гай Фуфий Гемин и Квинт Фабриций.
Гемин е баща на Гай Фуфий Гемин (консул 29 г.).